# Benvenuto Tisi
Benvenuto Tisi (Ferrara, 1481 – 6 september 1559), ook Il Garofalo (Nederlands: de anjer) genoemd, was een Italiaans maniëristisch kunstschilder. Zijn bijnaam kreeg hij omdat hij zijn werken signeerde met een afbeelding van een anjer. Zijn eerste werken beschouwde men als "idyllisch" alhoewel zijn stijl steeds trouw bleef aan de principes van de School van Ferrara.
Hij was bevriend met Rafaël Santi en imiteerde zijn stijl zo grondig dat enkele van zijn werken lange tijd werden toegeschreven aan Rafaël Santi.
Een van zijn werken is te zien in de National Gallery te Londen (zie afbeelding).

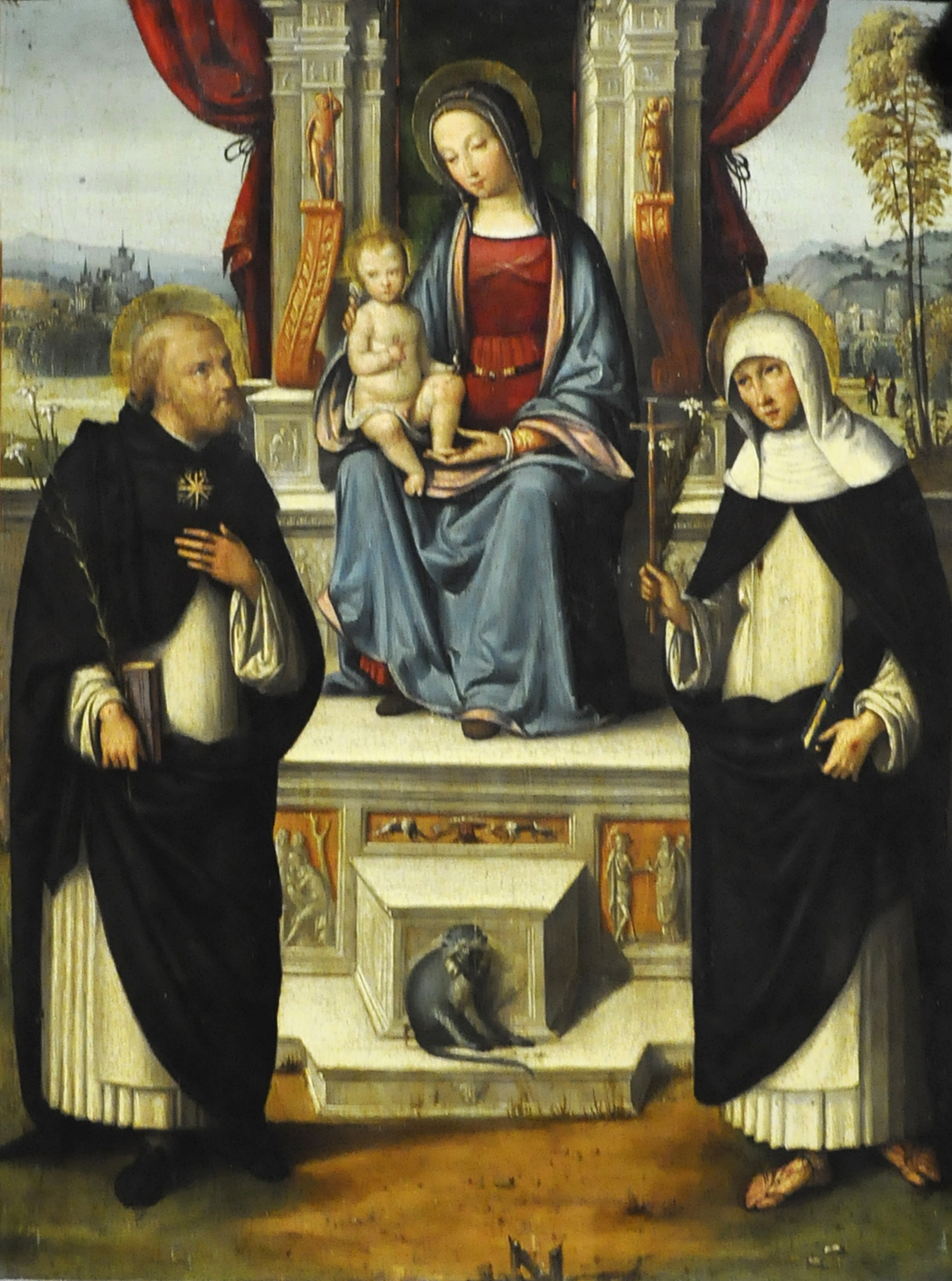
Maagd en Kind met Dominicus en Catharina van Siena

- Art Gallery of South Australia: 3193
- Bibliothèque nationale de France: cb14965779x (data)
- Gemeinsame Normdatei: 119195909
- International Standard Name Identifier: 0000 0000 8399 6253
- KulturNav: c5398704-c154-4b02-a1c5-c4a1c628e484
- Library of Congress Control Number: nr91026495
- MusicBrainz: 57d34e17-9f41-46bd-94e9-7072ca5ffc50
- Nationale Bibliotheek van Israël: 987007513291305171
- RKD-Nederlands Instituut voor Kunstgeschiedenis: 30290
- Système universitaire de documentation: 126740976
- Union List of Artist Names: 500011286
- Virtual International Authority File: 90737250
- WorldCat: E39PBJtcKtqjHPbPcg4TMhHcT3